# گورستان چرسر
گورستان چرسر مربوط به هزاره اول قبل از میلاد است و در شهرستان رودسر، بخش رحیم آباد، روستای بلکوت واقع شده و این اثر در تاریخ ۲ بهمن ۱۳۸۲ با شمارهٔ ثبت ۱۰۷۵۹ به‌عنوان یکی از آثار ملی ایران به ثبت رسیده‌است.